# Григоров Федір Вікторович
Федір Вікторович Гри́горов (нар. 2 квітня 1978, Київ) — український художник-монументаліст; член Національної спілки художників України з 2002 року. Син художників Віктора та Наталії Григорових, брат Олексія Григорова, онук скульптора Олексія Олійника та художниці Ніни Волкової.

## З біографії
Народився 2 квітня 1978 року в місті Києві. 2001 року закінчив Національну академію образотворчого мистецтва і архітектури, де навчався зокрема у Михайла Гуйди, Миколи Стороженка.З 1998 року і до сих пір займається монументальним мистецтвом та храмовим монументальним мистецтвом.

## Творчість
Працює в галузі монументально-декоративного, храмового мистецтва. Серед робіт:
- «Первосвященник Мельхіседек», «Євангеліст Іоан» (обидва — 1998; для церкви Успіння Пресвятої Богородиці на Подолі у Києві);
- «Свята Цілителька Маріам», «Серафими», «Святий Федір Студит» (усі — 1999; для Михайлівського Золотоверхого собору);
- «Святий Захарій», «Святий Мойсей» (обидва — 2000; східний фасад Успенського собору);
- «Святий Фантін Чудотворець» (2000);
- «Княгиня Ольга та князі Ярослав і Володимир» (2001);
- живопис «Судак. Генуезька фортеця» (2001; зал очікування Київського залізничного вокзалу);
- вітраж «Київ» (2001);
- дві ікони для Андріївського іконостаса в Успенському соборі (2002—2003).